# اعتراضات ۱۳۹۸ ایران

«تشکیل اجتماعات و راه‌پیمایی‌ها، بدون حمل سلاح، به شرط آن که مخل به مبانی اسلام نباشد آزاد است.
تبصره:تشکیل اجتماعات و راهپیمایی طبق اصل ۲۷ قانون اساسی آزاد است، ولی برگزاری آن در پارک‌ها، میدان‌ها و معابر عمومی منوط به کسب مجوز از وزارت کشور است.»

— اصل ۲۷ قانون اساسی
اعتراضات ۱۳۹۸ ایران شامل تجمع‌ها و اعتراضات گوناگون در ایران است که در سال ۱۳۹۸ رخ داده‌اند.
ریشه‌های اعتراضات ایران مشکلات اقتصادی، اختلافات سیاسی، رخدادهای اجتماعی و فرهنگی است. بنا بر بیست و هفتمین اصل از اصول ۱۷۷ گانه قانون اساسی جمهوری اسلامی، «تشکیل اجتماعات و راه‌پیمایی‌ها بدون حمل سلاح به شرط آنکه مخل به مبانی اسلام نباشد، آزاد است.»

## اعتراضات
- اعتراضات آبان ۱۳۹۸ ایران
- اعتراضات دی ۱۳۹۸ ایران
- روزشمار اعتراضات ۱۳۹۸ ایران
- قتل‌عام ماهشهر

### دیگر
- تجمع اعتراضی داروسازان در نظام پزشکی (۱۹ بهمن)[۳][۴]

### فضای مجازی
Internet4iran
- در پی اعتراضات آبان ۱۳۹۸ ایران در واکنش به گرانی بنزین و قطع کردن اینترنت توسط حکومت ایران کاربران خارج از ایران برای اعتراض به این وضعیت و اطلاع‌رسانی دربارهٔ آن از این هشتگ استفاده کردند.

## جان‌باختگان
تصاویر فراوانی که توسط شهروندان گرفته شده‌است، نشان می‌دهد که نیروهای امنیتی، سپاه پاسداران و بسیج با استفاده از سلاح‌های جنگی در نقاط مختلف کشور، به سوی معترضان به صورت مستقیم و هدفمند تیراندازی مستقیم کرده‌اند. در موردی همچون ماهشهر، تصاویر نشان می‌دهد که نیروهای سپاه پاسداران با استفاده از سلاح‌های نیمه سنگین جنگی، همچون دوشکا و تیربار، معترضان را هدف قرار دادند. تلویزیون ایران معترضان در ماهشهر را اغتشاش‌گرانی خواند که قصد تصرف پتروشیمی ماهشهر را داشتند.
خبرگزاری فرانسه در گزارشی تحقیقی نشان می‌دهد که بیش از ۷۵۰ تصویر و ویدئو از تیراندازی توسط نیروهای امنیتی و کشته و زخمی شدن معترضان به جای مانده‌است. در ۳۱ اردیبهشت ۱۳۹۹ سازمان عفو بین‌الملل جزئیات مرگ ۳۰۴ نفر از معترضان آبان ۱۳۹۸ در ایران را منتشر کرد. بر اساس این گزارش آن‌ها در فاصله ۲۴ تا ۲۸ آبان توسط نیروهای امنیتی کشته شدند.
برخی از کشته‌شدگان در اعتراضات آبان ۱۳۹۸
1. آرشام ابراهیمی
2. میثم احمدی
3. نیکتا اسفندانی
4. امیر الوندی‌مهر
5. علیرضا انجوی
6. فرزاد انصاری‌فر
7. پویا بختیاری
8. نوید بهبودی
9. بهمن جعفری
10. فرشاد حاجی‌پور میلاسی
11. محمد حشم‌دار
12. محمد داستان‌خواه
13. وحید دامور
14. ارشاد رحمانیان
15. ناصر رضایی
16. مینا شیخی
17. آزاده ضربی
18. محمدجواد عابدی
19. امیررضا عبداللهی
20. سجاد رضایی
21. کمال فرجی
22. پژمان قلی‌پور ملاطی
23. امیرحسین کبیری
24. ابراهیم کتابدار
25. محسن کرمی‌نیا
26. فرهاد مجدم
27. محسن محمدپور
28. نادر مختاری
29. رضا معظمی گودرزی
30. برهان منصورنیا
31. پوریا ناصری‌خواه
32. جواد نظری فتح‌آبادی
33. مهدی نیکویی

## دلایل
- ریشه‌ها و زمینه‌های اعتراضات ۱۳۹۸ ایران

## واکنش‌ها
- وعده
- واکنش‌ها به اعتراضات ۱۳۹۸ ایران
- قطعی سراسری اینترنت در ایران